# Montello
Montello ist eine italienische Gemeinde (comune) in der Provinz Bergamo in der Region Lombardei mit 3213 Einwohnern (Stand 31. Dezember 2023).

## Geographie
Montello liegt elf km südöstlich der Provinzhauptstadt Bergamo und 50 km nordöstlich der Metropole Mailand.
Die Nachbargemeinden sind Albano Sant’Alessandro, Bagnatica, Costa di Mezzate, Gorlago und San Paolo d’Argon.

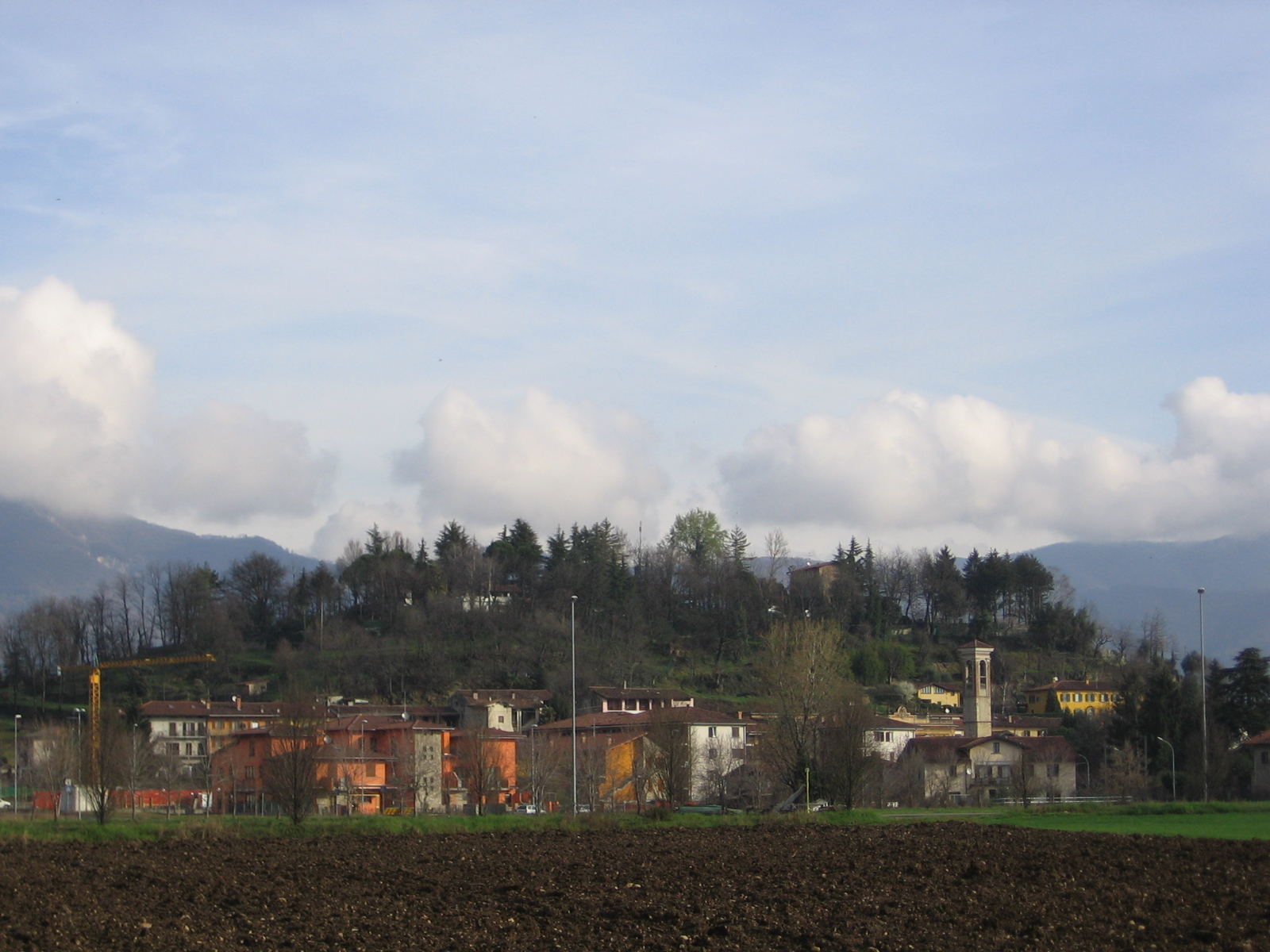
Montello
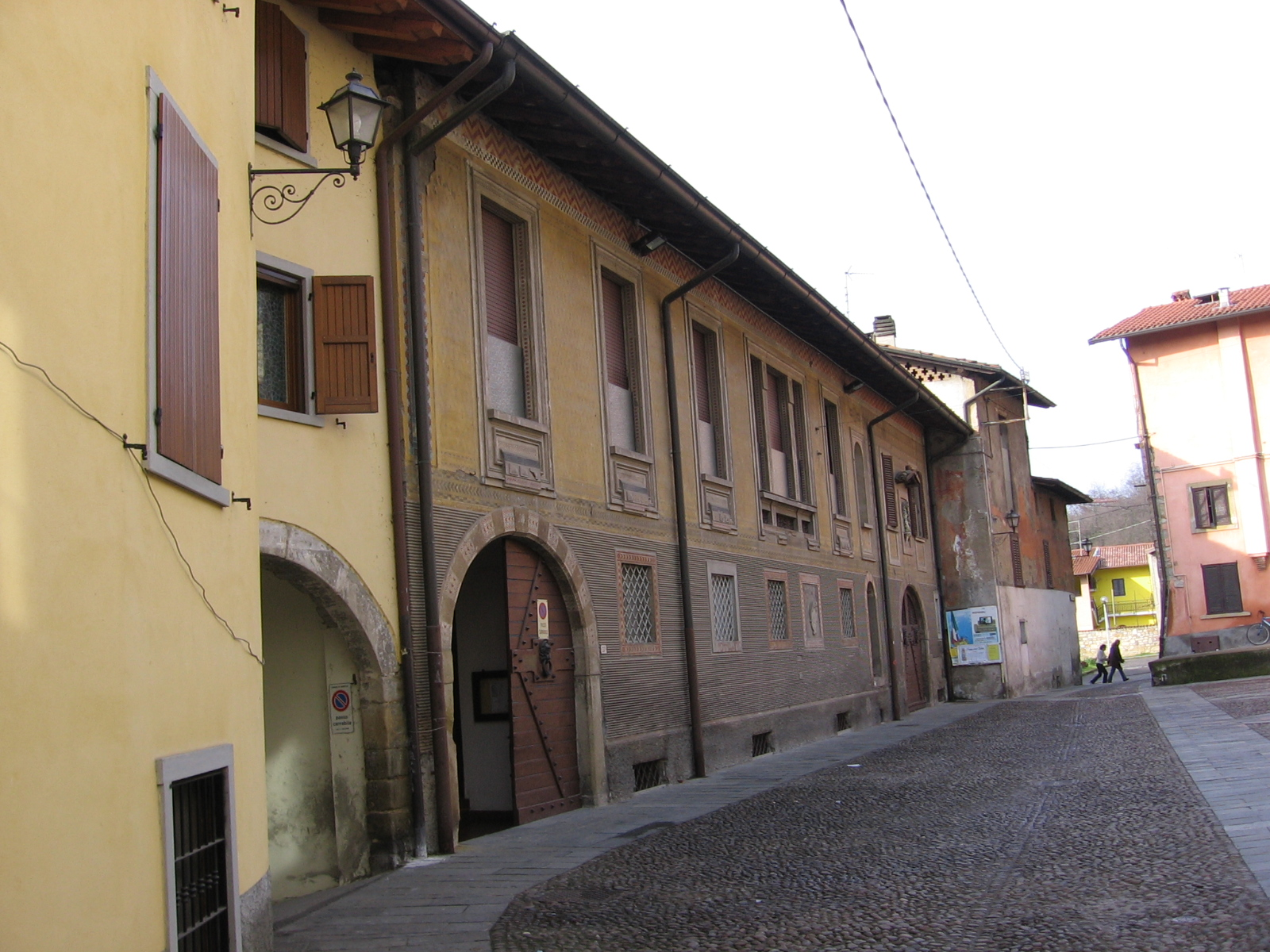
Ortskern
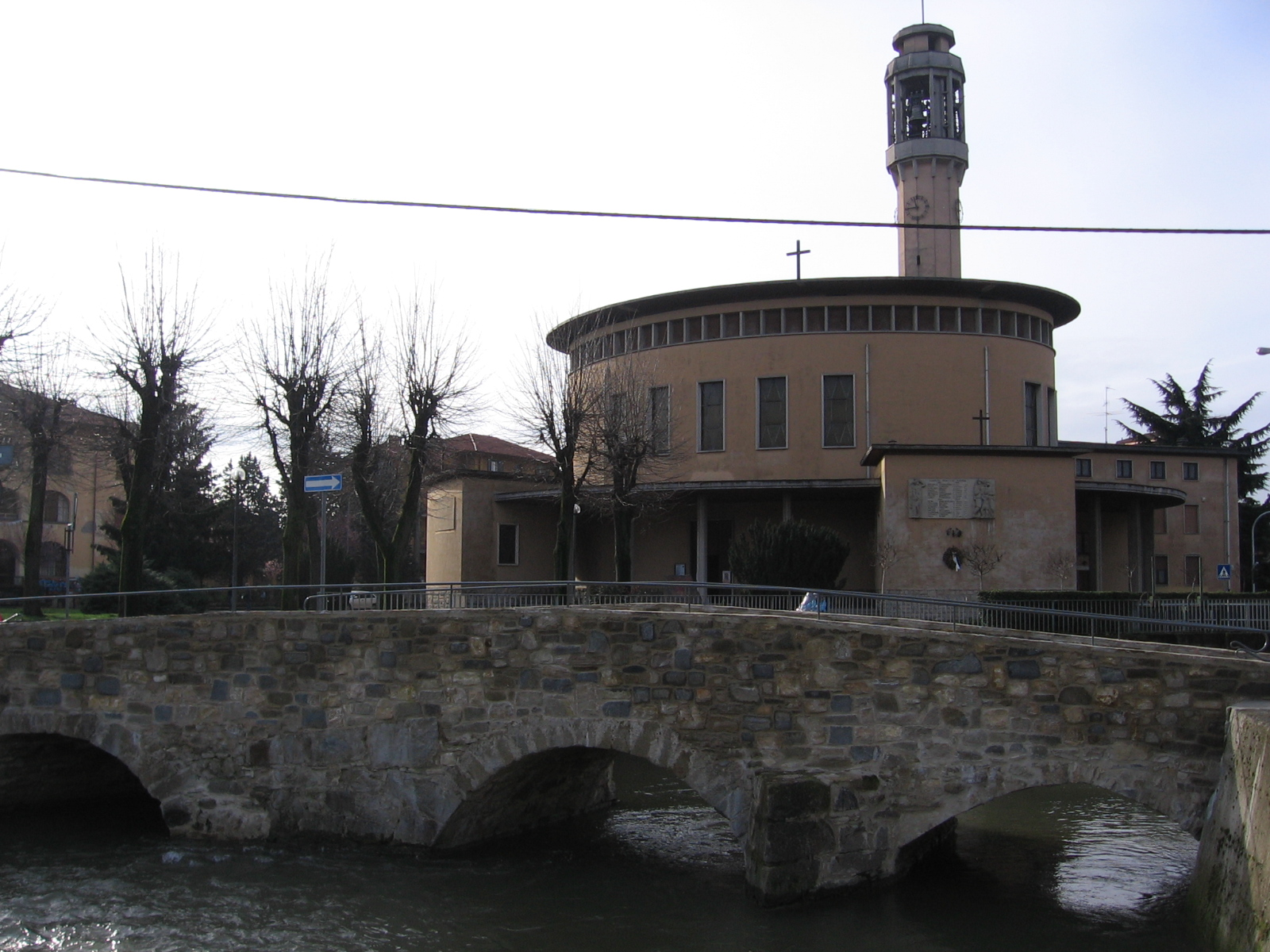
Pfarrkirche Santa Elisabetta